# Carola Häggkvist
Carola Häggkvist (ur. 8 września 1966 w Sztokholmie) – szwedzka piosenkarka. Określana mianem „królowej szwedzkiego szlagieru”  Zwyciężczyni 36. Konkursu Piosenki Eurowizji (1991).

## Kariera muzyczna
Zadebiutowała na scenie muzycznej w telewizyjnym konkursie talentów w 1977. Kilka lat później zgłosił się do niej Bert Karlsson z propozycją udziału w Melodifestivalen w 1982, lecz piosenkarka odrzuciła propozycję.
W 1983 wraz z metalową grupą Standby nagrała album studyjny pt. Stand by with Carola Häggkvist. Następnie wzięła udział w Melodifestivalen 1983 z piosenką „Främling”, z którą wygrała po otrzymaniu maksymalnych not od wszystkich sędziów, dzięki czemu została reprezentantką Szwecji w 28. Konkursie Piosenki Eurowizji organizowanym w Monachium. W koncercie finałowym zajęła trzecie miejsce; wydarzenie z jej udziałem obejrzało 6,1 mln Szwedów, czyli ok. 84% społeczeństwa. Po finale Eurowizji singel z jej piosenką został sprzedany w ponad milionowym nakładzie oraz doczekał się trzech nowych wersji językowych: angielskiej, niemieckiej i niderlandzkiej. W latach 1983–1984 nagrała trzy kolejne płyty studyjne w wytwórni fonograficznej Mariann, należącej do Berta Karlssona.

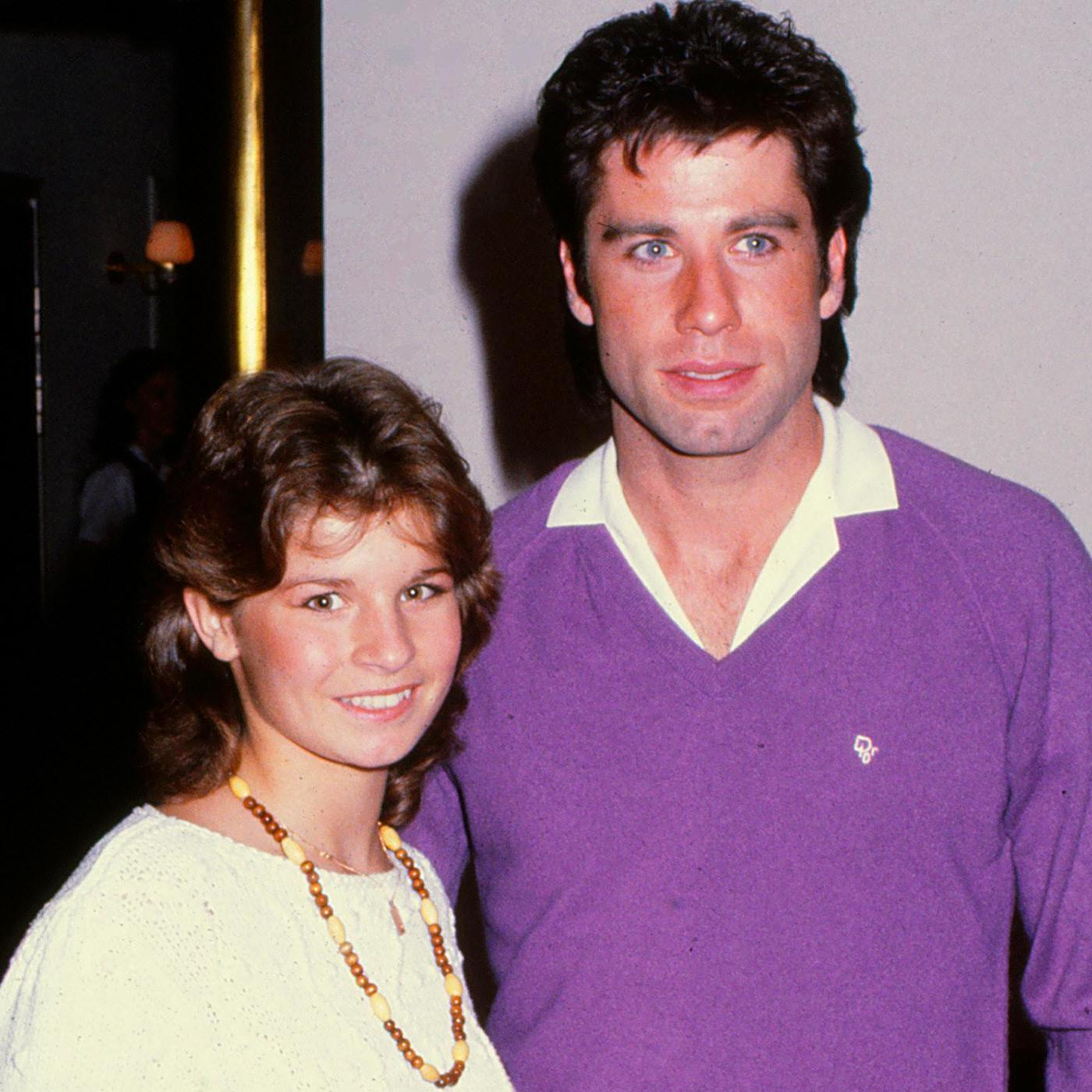
Häggkvist i John Travolta (1983)

W 1985 zaczęła współpracować z zespołem Bee Gees oraz nagrała album pt. Runaway, który po roku osiągnął status podwójnej platynowej płyty. Niedługo potem, wraz z Per-Erikem Hallin wyruszyła w trasę koncertową, na której para zaprezentowała utwory z albumu pt. Carola & Per-Erik Hallin i Rättviks kyrka.
W 1990 z piosenką „Mitt i ett äventyr” zajęła drugie miejsce w finale Melodifestivalen 1990 oraz wydała album pt. Much More. W 1991 z piosenką „Fångad av en stormvind” zwyciężyła w finale Melodifestivalen, dzięki czemu reprezentowała Szwecję w 36. Konkursie Piosenki Eurowizji w Rzymie. W finale konkursu zdobyła 146 punktów i zremisowała z Aminą, a zgodnie z ówczesnym regulaminem konkursu została ogłoszona zwyciężczynią Eurowizji. Po udziale w konkursie nagrała w Szwecji świąteczny album pt. Jul.
W 1992 została pierwszym szwedzkim artystą, który wyjechał do Chin promować swój album muzyczny. Po 10 latach swojego zawodowego śpiewania zmieniła swoje muzyczne preferencje i nagrała album gospel pt. My Tribute, który był promowany w Skandynawii i 12 innych krajach. Dzięki temu albumowi stała się Piosenkarką gospel roku w Holandii. W 1994 wydała swój pierwszy w pełni autorski album – Personligt. W 1995 zadebiutowała w musicalu rolą Marii w spektaklu The Sound of Music w reż. Tommy’ego Körberga. Trzy lata później zaśpiewała piosenkę przewodnią w Norweskim musicalu Sophie’s World, którą umieściła także na swoim albumie pt. Songs from Sophie’s World.
W 1998 nagrała album z psalmami pt. Blott en dag, na który materiał napisała Line Sandell. W 2001 wydała płytę pt. Sov på min arm, zawierającą piosenki dla dzieci. W 2002 powróciła do występów w musicalach, wcielając się w rolę Fantine w musicalu Les Misérables.

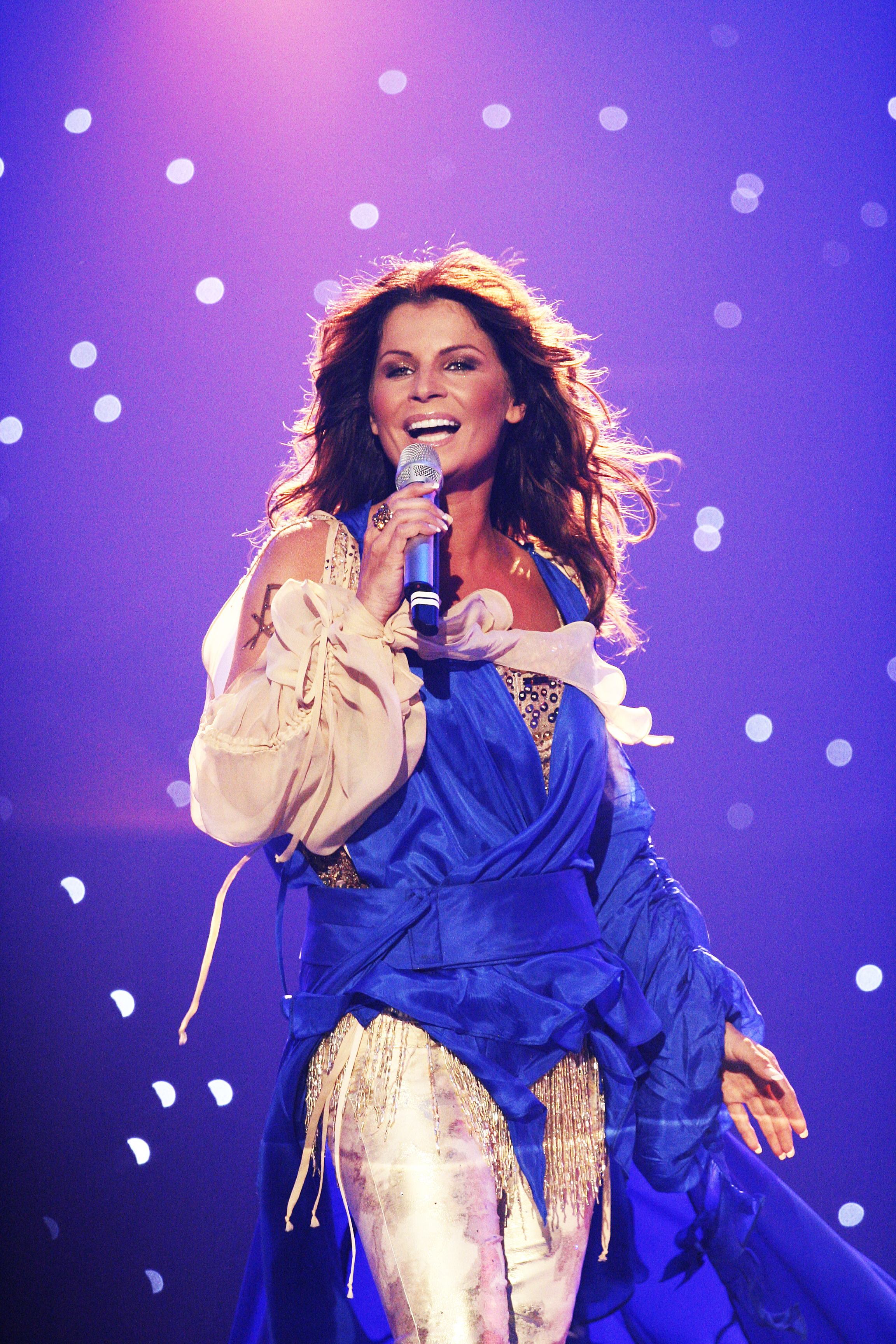
Häggkvist w 51. Konkursie Piosenki Eurowizji (2006)

W 2003 z okazji 20-lecia debiutu piosenkarskiego wydała czteropłytowe wydawnictwo kompilacyjne pt. Guld, platina & passion – dot bästa med Carola, na którym zamieściła swoje największe przeboje, a także premierową piosenkę „När löven faller”, która zajmowała pierwsze miejsca na szwedzkich listach przebojów. Utwór zgłosiła do programu Melodifestivalen 2003, lecz została zdyskwalifikowana. Pod koniec roku wydała dwupłytowy album świąteczny pt. Jul I Betlehem – Jubileumsutgåvan, w 2004 wydała bożonarodzeniową płytę pt. Credo, a w 2005 – album pt. Störst av allt.
W marcu 2006 z piosenką „Evighet” dostała się do finału programu Melodifestivalen, w którym zwyciężyła po zdobyciu największego poparcia telewidzów i jurorów, dzięki czemu została reprezentantką Szwecji w 51. Konkursie Piosenki Eurowizji w Atenach. Wkrótce nagrała i anglojęzyczną wersję piosenki – „Invincible”, z którą w maju zajęła piąte miejsce w finale Eurowizji. 26 sierpnia 2006 została okrzyknięta „najlepszą szwedzką piosenkarką roku” podczas programu SVT1 Folktoppen.
W 2008 zgłosiła się do udziału w Melodifestivalen 2008 z piosenką „One Love”, którą nagrała w duecie z Andreasem Johnsonem. 16 lutego wystąpili w drugim półfinale selekcji i zakończyli udział w rundzie dogrywkowej. Pod koniec 2009 wydała album świąteczny pt. Christmas in Bethlehem oraz wyruszyła w trasę koncertową, w której ramach odwiedziła m.in. Szwecję, Norwegię, Danię i Finlandię.
Latem 2010 odbyła trasę koncertową po Szwecji, podczas której wykonywała swoje wersje przebojów Elvisa Presleya i Barbry Streisand. Piosenki umieściła na albumie Elvis, Barbra & jag, który wydała w marcu 2011.
W maju 2013 wystąpiła gościnnie w interwale finału 58. Konkursu Piosenki Eurowizji w Malmö. W 2014 wzięła udział w piątej edycji reality show TV4 Så mycket bättre. W 2016 pojawiła się jako gość muzyczny w finale 61. Konkursu Piosenki Eurowizji w Sztokholmie i wydała świąteczny album pt. Drömmen om Julen, który promowała podczas trasy koncertowej. Wiosną 2021 brała udział w 16. edycji programu Let’s Dance, a w maju tego samego roku podała głosy szwedzkiego jury w finale 65. Konkursu Piosenki Eurowizji.

## Dyskografia
| Albumy studyjne - Främling (1983) - Steg för steg (1984) - På egna ben (1984) - Happy Days (1985) - Runaway (1986) - Much More (1990) - My Tribute (1993) - Personligt (1994) - Blott en dag (1998) - Sov på min arm (2001) - My Show (2001) - Störst av allt (2003) - Från nu till evighet (2006) - Elvis, Barbra & jag (2011) | Albumy kompilacyjne - Carola Hits (1991) - Carola Hits 2 (1996) - Det bästa av Carola (1997) - Guld, platina & passion (2003) - Främling 25 år (2006) - 18 bästa (2004) Albumy świąteczne - Jul (1991) - Jul i Betlehem (1999) - Credo (2004) - I denna natt blir världen ny - Jul i Betlehem II (2007) - Christmas in Bethlehem (2009) - Drömmen om Julen (2016) |